# Plymouth Satellite
La Satellite è un'autovettura mid-size prodotta dalla Plymouth dal 1964 al 1974.
Introdotta come allestimento al top di gamma della Belvedere, la Satellite fu promossa nel 1967 a modello a sé stante. Nell'occasione, la GTX sostituì la Satellite al top della gamma, dato che quest'ultima diventò un modello medio. La Satellite uscì di produzione nel 1974, venendo sostituita dalla nuova serie della Fury. La Satellite si basava sul pianale B del gruppo Chrysler e venne assemblata a Highland Park, nel Michigan. La Satellite aveva montato il motore anteriormente, mentre la trazione era posteriore. Sono stati offerti tre tipi di cambio, vale a dire due trasmissioni manuali a, rispettivamente, tre o quattro rapporti, ed un cambio automatico. 

## La prima serie: 1965–1967
Nel 1965 fu lanciata sui mercati la nuova serie della Plymouth Fury, che era basata sul pianale C full-size del gruppo Chrysler. Nell'occasione, la Plymouth Belvedere fu spostata nella classe delle vetture mid-size e venne lanciata la Belvedere Satellite, che si collocò al top della gamma del modello. La Belvedere Satellite era disponibile sono con due tipi di carrozzeria, coupé due porte e cabriolet due porte. Offerta solo con sedili singoli e consolle centrale, la Satellite era disponibile esclusivamente con motori V8. Nel 1965 il motore offerto come propulsore standard era un V8 da 4,5 L da cilindrata. Tra le opzioni, era invece possibile scegliere tra dei V8 da 5,2 L, 5,9 L, 6,3 L o 7 L. Quest'ultimo, comunque, non faceva parte della categoria dei motori "Hemi", cioè della classe di propulsori caratterizzati da una superficie superiore della camera di combustione di forma semisferica. Questo tipo di propulsore fu poi offerto sulla Belvedere Satellite l'anno seguente, nel 1966. Il frontale era caratterizzato da un solo fanale principale per lato e da una calandra che era divisa in quattro parti da barre orizzontali. La Fury, invece, era caratterizzata da gruppi ottici anteriori doppi. Nel 1965 la versione coupé costava 2.612 dollari, mentre quella cabriolet era sul mercato a 2.827 dollari.
Nel 1966 la Satellite fu oggetto di un facelift e nell'occasione fu introdotto, come già accennato, il motore Hemi da 7 L, che era caratterizzato, oltre che dalla camera di combustione emisferica, da un rapporto di compressione di 10,25:1 e da carburatori quadruplo corpo. Questo propulsore erogava 425 CV di potenza a 5.000 giri al minuto e 664 N•m di coppia a 4.000 giri al minuto. Sempre nel 1966, le potenze erogate dagli altri propulsori erano 180 CV per il motore da 4,5 L, 230 CV per il propulsore da 5,2 L, 265 CV per il motore da 5,9 L e 325 CV per il propulsore da 6,3 L. Nel 1966 vennero anche introdotti degli interni in vinile.
Nel 1967 i lamierati della Satellite non vennero modificati, ma furono invece aggiornati gli interni. Nell'anno in questione fu però ritoccata la calandra e vennero installati dei fanali anteriori doppi.  Anche la parte posteriore fu leggermente rivista. Sempre nel 1967 fu introdotta una fascia di alluminio che fu montata sulle fiancate e vennero lanciati degli interni "Premium" che erano condivisi con la GTX. Nel 1967 fu eliminato il motore da 5,9 L, mentre il propulsore da 6,3 L fu offerto anche in versione con carburatore a quadruplo corpo, che erogava 325 CV. Invece, alla versione base da 6,3 L, che era dotata di carburatore doppio corpo, fu aumentata la potenza a 270 CV. 

## La seconda serie: 1967–1974
Nel 1968 la Satellite diventò un modello a sé stante. Il modello fu oggetto di un restyling. Nell'occasione fu introdotto anche l'allestimento Sport, e la Belvedere venne retrocessa nella categoria delle vetture di bassa gamma. La nuova Satellite ora comprendeva anche le versioni berlina quattro porte e familiare quattro porte, che si affiancarono alle coupé ed alle cabriolet, cioè alle carrozzerie già disponibili per la serie precedente. Anche su questa serie di Satellite furono montati solo motori V8 che avevano una cilindrata, rispettivamente, di 4,5 L, 5,2 L, 5,9 L, 6,3 L e 7 L.
Il corpo vettura rimase pressoché inalterato fino al 1970, quando fu operato un modesto facelift della parte posteriore. L'anno in questione fu anche l'ultimo della Belvedere, mentre il 1968 fu il primo anno della Plymouth Road Runner, che condivideva il corpo vettura con la Satellite e la Belvedere.
Nel 1971 fu invece operato un restyling significativo che coinvolse i lamierati e la calandra. La versione berlina era disponibile in allestimento base, Custom e Brougham, mentre le coupé e le cabriolet erano disponibili negli allestimenti Satellite Sebring e Satellite Sebring Plus. Le familiari erano invece offerte con gli allestimenti base, Custom e Regent. Il paraurti della versione coupé fu poi utilizzato come base per disegnare quelli della GTX e della Road Runner.
Nel 1973 le versioni a due porte con allestimento Sebring ebbero in dotazione una parte posteriore più squadrata e dei finestrini posteriori dal disegno rinnovato. Nel 1974 le berline e le familiari ebbero installato dei più larghi paraurti che erano in grado di assorbire urti fino a 8 km/h. La Satellite fu tolta di produzione nel 1974. Fu sostituita dalla Plymouth Fury, che cambiò categoria di appartenenza, dato che venne spostata nella classe delle vetture medie. La Satellite Sebring fu sostituita invece dalla Chrysler Cordoba.

## Cultura di massa
Una Plymouth Satellite del 1974 è l'auto della polizia guidata da Bud Spencer e Terence Hill nel film del 1977 I due superpiedi quasi piatti.